# 도사시
도사시(일본어: 土佐市)은 일본 고치현 중부에 위치하고 현내 11개 시 중에서 가장 면적이 작은 시이다.

## 지리
고치현의 거의 중앙부에 위치하고 고치시에서 차로 약 20분 거리에 있다. 동부는 이시즈치 산계에서 발원하는 니요도강 하류의 우안에 펼쳐진 다카오카 평야에 소도시를 형성하고 북부와 서부는 산으로 둘러싸여 있으며 남부는 태평양과 접한다. 길이는 동서 약 14.5km, 남북 약 6.4km이다.

## 역사
- 1955년 3월 31일 - 다카오카군 다카오카정·기타하라촌·다카이시촌·하스이케촌·하게촌·도나미촌이 합병해 다카오카정이 성립하였다.
- 1958년 4월 1일 - 다카오카군 우사정·니이촌과 합병하였다.
- 1959년 1월 1일 - 개칭과 동시에 시로 승격해 도사시가 되었다.

## 경제
온난한 기후와 풍부한 물의 혜택을 받아 예로부터 농업이 번성한 지역이고 평야에서는 비닐하우스 시설 원예, 주변 산지에서는 과수 재배를 하고 있다. 또 니요도강의 풍부한 복류수는 제지 공업을 키우고 태평양과 접하는 우사 지구에서는 연안 어업과 수산 가공 등이 전통적인 기간산업으로 발전해 왔다.

## 교통

### 도로
- 고치 자동차도
- 국도 제56호선

## 인구
| 연도 | 인구   | ±%     |
| ---- | ------ | ------ |
| 1920 | 28,057 | —      |
| 1930 | 28,067 | +0.0%  |
| 1940 | 26,804 | −4.5%  |
| 1950 | 34,107 | +27.2% |
| 1960 | 31,803 | −6.8%  |
| 1970 | 29,905 | −6.0%  |
| 1980 | 31,677 | +5.9%  |
| 1990 | 31,564 | −0.4%  |
| 2000 | 30,338 | −3.9%  |
| 2010 | 28,698 | −5.4%  |

## 자매 도시
- 일본 홋카이도 에베쓰시